# Theroscopus hungaricus
Theroscopus hungaricus är en stekelart som beskrevs av Horstmann 1993. Theroscopus hungaricus ingår i släktet Theroscopus och familjen brokparasitsteklar. Inga underarter finns listade i Catalogue of Life.